# 竹内譲次
竹内 譲次（たけうち じょうじ、1985年1月29日 - ）は、大阪府吹田市出身の日本のバスケットボール選手。バスケットボール男子日本代表。高校時代から双子の兄竹内公輔とともに脚光を浴び、日本男子バスケットボール界で「竹内世代」と言われる一時代を作った。身長207cm、体重98Kg、血液型A型。ポジションはPF/C。

## 来歴・人物
吹田市立佐井寺中学校1年からバスケットボールを始めた。
2000年、兄同様京都府の名門洛南高等学校に入学、同期に横尾達泰がいた。兄とともにツインタワーとして活躍し、2002年高校3年時ウィンターカップ2002初優勝、同年高知国体高校男子の部で優勝した。
2003年、兄とは別に東海大学に進学し、2004年度、東海大学のバスケットチームの2部優勝1部昇格に貢献する。2005年、全日本大学選手権で優勝した。
2006年、関東大学1部リーグ優勝、優秀選手賞獲得、全日本大学選手権優勝、最優秀選手賞を獲得、世界選手権、2006年アジア大会のメンバーにも選ばれた。
2007年、学生としては21年ぶりとなるオールジャパンベスト4に貢献しベスト5に選出される。同年日立サンロッカーズに入団し、プロ契約を結んだ。
2007年アジア選手権のメンバーに選ばれた。
2008年、オールジャパンベスト4に貢献し、2年連続でベスト5に選出された。
元日本代表フォワードで大学時代の恩師である陸川章監督を師と仰いでいる。
2009年、NBAを目指し渡米、竹内もこの時移籍選手リストに登録されている。しかしサマーリーグ出場に至らず再登録された。
2013年のNBLオールスターに選出されている。
2015年、オールジャパン優勝に貢献し5年ぶり5回目のベスト5に選出される。
2016年オフにアルバルク東京へ移籍した。
2021年6月、契約満了に伴いアルバルク東京を退団し、地元の大阪エヴェッサに移籍。

## 経歴
- 吹田市立佐井寺中学校 -洛南高校 - 東海大学 - 日立サンロッカーズ東京(2007年 - 2016年) - アルバルク東京(2016年 ｰ 2021年) - 大阪エヴェッサ(2021年 -)

## 記録
| シーズン    | チーム | GP | GS | MPG  | FG%  | 3P%  | FT%  | RPG | APG | SPG | BPG | TO  | PPG  |
| ----------- | ------ | -- | -- | ---- | ---- | ---- | ---- | --- | --- | --- | --- | --- | ---- |
| NBL 2013-14 | 日立   | 36 |    | 29.3 | .513 | .182 | .667 | 9.3 | 2.2 | 0.7 | 1.0 | 1.7 | 12.3 |
| NBL 2014-15 | 日立   | 53 |    | 28.1 | .557 | .250 | .758 | 8.2 | 2.0 | 0.9 | 0.7 | 1.6 | 12.5 |
| NBL 2015-16 | 日立   | 51 |    | 30.5 | .496 | .237 | .716 | 7.8 | 1.9 | 1.0 | 1.2 | 1.5 | 12.3 |
| B1 2016-17  | A東京  | 60 |    | 26.7 | .449 | .292 | .781 | 8.4 | 1.1 | 0.7 | 0.8 | 1.0 | 9.1  |
| B1 2017-18  | A東京  | 56 |    | 20.9 | .481 | .395 | .802 | 5.4 | 1.7 | 0.6 | 0.6 | 1.2 | 9.0  |
| B1 2018-19  | A東京  | 58 |    | 22.6 | .397 | .278 | .673 | 5.7 | 1.1 | 0.7 | 0.7 | 0.9 | 6.0  |
| B1 2019-20  | A東京  | 41 |    | 21.8 | .406 | .333 | .820 | 5.1 | 1.2 | 0.4 | 0.8 | 0.7 | 6.1  |
| B1 2021-22  | 大阪   |    |    |      |      |      |      |     |     |     |     |     |      |

## 雑学
- 好きなNBA選手はベン・ウォーレス。
- 好きな食べ物は鳥のささみ。
- 嫌いな食べ物はきゅうり。
- 兄と比べクールで気分屋と言われる。
- 2007年6月5日に、笑っていいとも!に兄の竹内公輔と「花より双子」のコーナーに出演し、様々なパフォーマンスを見せた。バスケットボール日本代表経験者では、2007年の2月には、bjリーグ富山グラウジーズ（当時）の石橋貴俊が出演経験がある。